# Lauri Vasar
Lauri Vasar (né le 17 octobre 1970 à Tallinn) est un chanteur lyrique estonien, baryton. Il fait partie de l'opéra d'État de Hambourg depuis 2009.